# 整理解雇
整理解雇（せいりかいこ, Employment redundancy）とは、事業を継続するにおいて余剰となった人員整理としての使用者からの労働契約（雇用契約）の解除のことを指す。
法律上の位置づけは国により異なる。イギリスにおいてはRedundancy（余剰解雇）と表現され、1996年雇用権利法139条に基づく法的用語である。日本では、1.人員整理の必要性、2.解雇回避努力、3.被解雇者選定基準の合理性、4.労働者側に対する説明・協議の4つの要素を基準に判断される解雇で、普通解雇（労働者側に生じた事由による解雇）と区別される。日本では「リストラ」と呼ばれたりもする。

## オーストラリア
オーストラリアではRedundancyとは、とある労働者の仕事について誰も行う必要がなくなった状況を指す。労使協定、公正労働委員会に登録された労働契約（registered agreement）の要件に従う限り、それは不当解雇とはみなされない。対象が15人以上である場合は集団的解雇となり、定められたフォーマットで行政に通知する必要がある。
雇用の終了にあたっては、事前に書面にて退職日を通知する必要がある。法定の最低予告期間は勤務年数によって1-4週間。勤務年数が1年以上の場合にはRedundancy paymentsを受け取ることができ、勤続年数によって以下と定められている。
- 1年以上2年未満 - 4週間の賃金
- 2年以上3年未満 - 6週間の賃金
- 3年以上4年未満 - 7週間の賃金
- 4年以上5年未満 - 8週間の賃金
- 5年以上6年未満 - 10週間の賃金
- 6年以上7年未満 - 11週間の賃金
- 7年以上8年未満 - 13週間の賃金
- 8年以上9年未満 - 14週間の賃金
- 9年以上10年未満 - 16週間の賃金
- 10年以上 - 12週間の賃金（16週間から12週間に短縮されている[3]）

## イギリス
イギリスでは1996年雇用権利法において、 Redundancy が発生する状況を二つ挙げている。

(a) 雇用主が以下を停止、もしくは停止しようとしている
(i) 被雇用者が雇用されていた目的に基づいた事業遂行、または
(ii) 従業員が雇用されていた場所における事業遂行
(b) その事業の要件が以下であって、
(i) 従業員が特定の種類の仕事を遂行する
(ii)従業員が雇用主に雇用されていた場所において、特定の種類の仕事を行うための従業員への要求
これらを停止もしくは削減、または停止もしくは削減する見込みであること。
—Employment Rights Act 1996
なお、この対象が20人を超える場合は集団的解雇に該当し、追加の手続きが必要となる。

### Redundancyの回避
解雇を回避するために、以下などの試みが求められる。
- 希望退職、早期退職を募集する
- 他部門への配置転換の検討
- 自営の請負業者、フリーランサーなどを解雇
- カジュアルワーカーを使用しない
- 求人採用の制限
- 残業の削減・禁止
- ビジネスの他の場所の空席を既存の従業員で埋める
- 短時間労働への切り替え、無給休暇（レイオフ）実施

### 余剰解雇手当
Redundancy payments（余剰解雇手当）は、2年以上勤務する者を余剰理由にて解雇した場合、法的に支払う義務がある。その従業員が勤続していた年齢によって、手当の金額が決まる。
- 41歳以降の部分：　勤務1年間あたり1.5週間分の賃金
- 22-41歳以降の部分：　勤務1年間あたり1週間分の賃金
- 22歳未満の部分：　勤務1年間あたり0.5週間分の賃金

計算の上限は20年である。週給の上限は544ポンドである。手当の最大額は16,320ポンドである。

## ニュージーランド
ニュージーランドではRedundancyと呼ばれ、これは職場におけるポジションが不要になったために、雇用主が労働力を削減することである。Redundancyは最後の選択肢であり、雇用主はまず配置転換（異動）オプションの手続きを試みる必要がある。
Redundancy payments（余剰解雇手当）は、雇用契約書においてその支払いが明記されている場合に、支払いが必要である。雇用契約に条項が無い場合には、支払う必要はない。

## 日本
労働慣習で狭義の意味での「整理解雇」の目的は、事業の継続が思わしくないことを理由に企業が再建策（リストラ）を行なわれなければならないことである。その中で、企業が人員整理（人員削減、リストラ、解雇）を行うことで、事業の維持継続を図ることである。
日本では第一次オイルショック以降の経済不況で、1970年代後半に大企業で大規模な人員整理が行われ、整理解雇の4要件という判例法理の原型が形成された。その後の判例法理では人員整理の必要性に関する基準の厳格化や、従来の4要件を法律要件ではなく考慮要素として総合的に判断する4要素説にたつ裁判例の登場などがみられる。
民法上は、雇用者は労働契約期間の定めがない労働者をいつでも辞めさせられる（辞められてしまう）ことが基本となっている。
しかしこれでは、多くの人が他社に雇われて生計を営むことが一般的となっている雇用社会においては、労働者が使用者の都合でいつでも簡単に仕事を失うことになってしまう。これでは妥当ではないので、法律がそのような使用者側から雇用関係の解消に制限をかけ労働者を守っている。この制限が解雇権濫用法理（労働契約法16条）である。この法理は労働者保護において非常に重要な役割を果たしている。
企業が整理解雇を行うに当たっては、まず一般的な解雇の手続きとして、常時10人以上の労働者を使用する事業場については就業規則に「退職に関する事項（解雇の事由を含む。）」について記載しなければならない（労働基準法第89条）ため、整理解雇に関する事項を就業規則に明記しなければならない。
そのうえで、「整理解雇の四要件」を満たす必要がある。
使用者は、30人以上の雇用変動が生じる場合に、事前に厚生労働大臣に大量離職届を届け出なければならない（実際の届出先は都道府県労働局長）。もっとも大量離職届は雇用促進政策との関係で設けられた公法的義務であり、私法上の解雇を法的に制限するものではない。

### 整理解雇の四要件
整理解雇の要件について東洋酸素事件（東京高判昭和54年10月29日）で以下の四要件が示された。
1. 人員整理の必要性
余剰人員の整理解雇を行うには、削減をしなければ経営を維持できないという、企業経営上の高度な必要性が認められなければならない。
人員整理は基本的に、労働者に特別責められるべき理由がないのに、使用者の都合により一方的になされることから、必要性の判断には慎重を期すべきであるとする。
2. 解雇回避努力義務の履行
期間の定めのない労働契約においては、人員整理（解雇）は最終選択手段であることを要求される。
例えば、役員報酬の削減、新規採用の抑制、残業制限、希望退職者の募集[注 1][注 2]、配置転換[注 3]、出向等により、整理解雇を回避するための経営努力がなされ、人員整理（解雇）に着手することがやむを得ないと判断される必要がある。
3. 被解雇者選定の合理性
解雇するための人選基準が合理的で、具体的人選も合理的かつ公正でなければならない。例えば勤務成績を人選基準とする場合、基準の客観性・合理性が問題となる。
人件費削減の方法として、人件費の高い労働者を整理解雇するとともに、他方では人件費の安いほぼ同数の労働者を新規に雇用し、これによって人件費を削減することは、原則として許されない（泉州学園事件、大阪高判平成23年7月15日）。
正社員に先んじて有期雇用の労働者を人員整理の対象とすることを、判例は肯定するが（日立メディコ事件、最判昭和61年12月4日）、有期雇用であっても解雇法理は適用されるので、これらの者にも四要件に準じた判断は必要である[注 4]。
4. 手続の妥当性
整理解雇については、労働者に帰責性がないことから、使用者は信義則上労働者・労働組合と協議し説明する義務を負う。労働協約等に解雇協議条項が存在するかどうかにかかわりなく要求される。特に手続の妥当性が非常に重視されている。例えば、説明・協議、納得を得るための手順を踏まない整理解雇は、他の要件を満たしても無効とされるケースも多い。

1~3については使用者が立証責任を負い、4については手続の不備について労働者が立証責任を負う（山田紡績事件、名古屋地判平成17年2月23日（最高裁で確定））。

### 整理解雇法理の展開
整理解雇の四要件の内容や位置づけについては判例法理に変化がみられる。
整理解雇の四要件のうち、人員整理の必要性について初期の裁判例（大村野上事件、長崎地大村支判昭和50年12月24日）は「当該解雇を行わなければ企業の維持存続が危殆に瀕する程度に差し迫った必要性」を要件とする倒産必至説をとっていた。しかし、その段階まで人員整理が行えないとすれば企業の存続が困難になり、結果的に労働者側により厳しい状況を招くという批判があり、合理的運営上やむをえないかどうかで判断されるようになっている。ただし、予防的・積極的な雇用調整の場合には使用者側に高度な解雇回避努力を求める傾向にある。
また、1998年から2000年頃になると整理解雇法理における四要件は、一つでも欠けると効果が発生しない厳格な法律要件ではなく、解雇権濫用にあたるかを判断するための考慮要素にとどまるとする四要素説が登場した。
四要件が確立される根拠となった過去の判例には大企業を舞台としたものが多く、必ずしも中小企業の実情に即しているとはいえなかった。
多くの中小企業では、「配置転換したくても職場がない」「一時帰休させるほどの企業体力がない」など、大企業のように段階的な雇用調整を行う余裕がないため、いきなり退職勧奨や指名解雇に踏み込まざるを得ないのが実情である。
また終身雇用・年功序列が崩れつつある現状では、要件の解釈はかなり変わっている。四要件を総合的に考慮した結果、相当と認められれば解雇を有効とする、すなわち四つの「要件」ではなく、「要素」として捉える判例も増えている。現状としては、企業の経営判断を尊重して司法審査を控え、各企業の経営や雇用の実態を踏まえて、四要件の充足を従来よりも緩やかに認める流れに傾きつつあるといえる（ナショナル・ウエストミンスター銀行事件、東京地決平成12年1月21日など）。
ただし、これらの傾向が整理解雇の全面的な規制緩和をもたらしているわけではなく、厳格な四要件を堅持している判例もある（九州日誠電気事件、熊本地判平成16年4月15日、東亜外業事件、神戸地判平成25年2月27日など）。こうした裁判所の姿勢は、中小企業にもできるだけ大企業と同様の努力をしてもらう作用を営んでいる。
反対に、人員整理の必要性に疑いがある、同じ職務で解雇された者とそうでない者がおり判断の理由が明らかでない、期間を定めた契約の途中解雇で理由が不当な場合など、裁判所は使用者の恣意的な解雇をチェックする姿勢は堅持し、解雇の合理性が疑われる場合は解雇が認められていない。（詳細は「不当解雇」を参照）

### 全員解雇の場合
事業廃止により全従業員を解雇する場合、人選は問題とならず、また経営方針そのものを司法審査するのは容易ではない点で上記の事例と異なる。
この場合にも四要件を適用するもの(上記、東洋酸素事件、山田紡績事件等）と、四要件とは別の判断枠組みで判断するもの（三陸ハーネス事件、仙台地決平成17年12月15日・労働経済判例速報1924号14頁）とがある。三陸ハーネス事件では、
1. 使用者がその事業を廃止することが合理的でやむを得ない措置であったか
  - 使用者が倒産あるいは倒産の危機にある場合に比べて、単なる経営戦略上の事業廃止は必要性が低いと判断される。
2. 労働組合又は労働者に対して解雇の必要性・合理性について納得を得るための説明等を行う努力を果たしたか
  - 解雇に当たって労働者に再就職等の準備を行うだけの時間的余裕を与えたか
  - 予想される労働者の収入減に対し経済的な手当を行うなどその生活維持に対して配慮する措置をとったか
  - 他社への就職を希望する労働者に対しその就職活動を援助する措置をとったか

等の諸点に照らして解雇の手続が妥当であったといえない場合には、当該解雇は解雇権の濫用として無効であるとされる（本件では事業廃止の必要性と手続の妥当性を認めて解雇は有効と判断した）。会社自体が消滅する場合であっても、労働組合や当事者との協議といった手続きを取らせることには意味がある（上記四要件の4.については全員解雇であっても基本的に妥当する)。

### 解雇手続き
解雇予告が適切に行われたかどうかが重要となる。使用者が労働者を解雇する日の30日前までに解雇日を特定して通知する必要がある。また、解雇日までの日数が30日に満たない場合や解雇予告をしない場合には、その不足する日数分の「解雇予告手当」を支払わなければならない。ただし、下記の場合については、適用外である（労働基準法第20条）。
1. 天災事変（自然災害など）
2. その他のやむを得ない事由のために事業の継続が不可能となった場合
3. 労働者に帰責事由に基づいて解雇する場合

### 新型コロナウイルス感染症拡大の影響
新型コロナウイルス感染症拡大の影響により、業績や財務状況が悪化したような場合に、人件費を節減して事業の存続を図るために従業員を解雇するような場合が多く見られるようになった。
整理解雇は、労働者側に落ち度がない場合に行われるものであるので、その効力の有無は慎重に判断される。
上記、整理解雇の四要件の「2．解雇回避努力義務の履行」の近年の具体例として、ワークシェアや、一時帰休、早期退職優遇措置などを講じる必要がある。

## 評価
竹中平蔵はテレビ朝日系の「朝まで生テレビ！元旦スペシャル」（2015年1月1日放送）で「正社員をなくせばいい」と発言した。また、多くの日本企業で派遣を雇用するケースが増加している原因を竹中は「日本の正規労働ってのが世界の中で見て異常に保護されているからだ」と説明。「整理解雇の4要件が正社員の解雇を難しくし、（日本の）雇用の流動性を歪めている」と主張した。